# Сенони (плем'я)

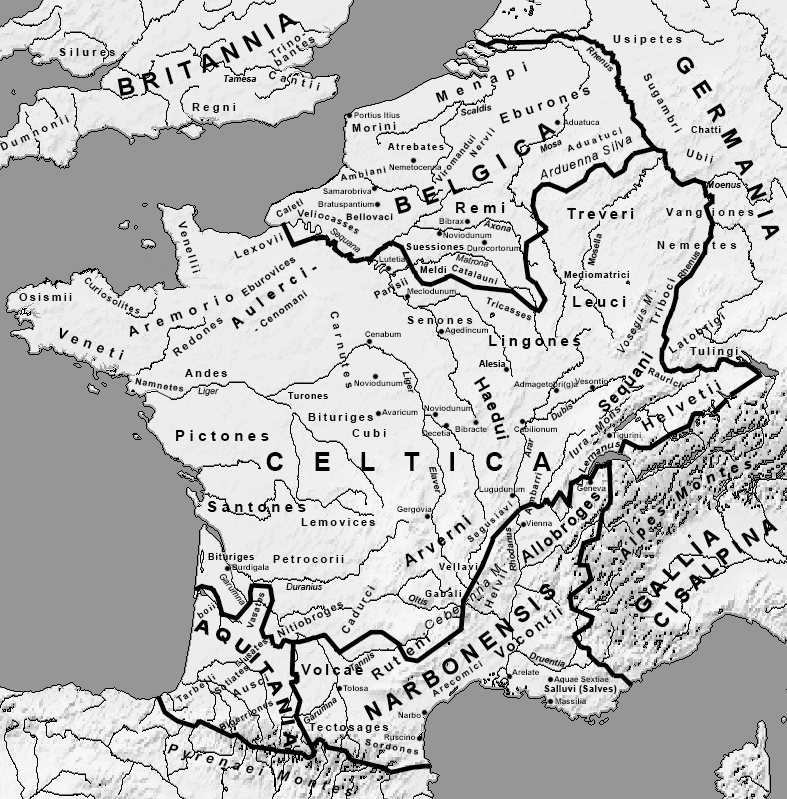

Сенони (лат. Senones, дав.-гр. Σήνωνες, від кельтського Senoni, [ `∫enoni] — «подібні богу») — в давнину могутнє плем'я в Лугдунській Галлії, яке межувало на півночі з  паризіями, на заході з карнутами, на півдні з едуями та на сході з лінгонами, бойями та мандубіями.
Головним містом сенонів було Агедінк (лат. Agedincum, що називалося також лат. civitas Senonum або лат. Senones, нині Санс (Йонна)). З інших міст найвідоміші були Веллаунодун (Vellaunodunum), Мелодун (лат. Melodunum або лат. Metlosedum, нині Мелен (Сена і Марна)), Аріака, Корабілій, Аутіссіодор (лат. Autissiodurum або лат. Antissiodurum, нині Осер).
Близько 400 до н. е. частина сенонів рушила в Північну Італію й оселилася поблизу Адріатичного моря між річками Ітіс і Езіс, так як велика частина північно-італійських земель була вже зайнята іншими кельтськими племенами. Засновали місто Сена Галліко.
Незабаром між сенонами та римлянами сталося зіткнення, результатом якого була поразка римлян на річці Аллії; взяття Риму в 387 до н. е. й облога Капітолія, що тривала більше 6 місяців. Виснажене голодом і хворобами військо сенонів і бойїв було змушене відступити, попередньо взявши викуп в 1 000 фунтів золота.
Війни між римлянами й італійськими сенонами тривали практично безперервно. Однак в 283 до н. е. армія, очолювана консулом Долабеллою, завдала сенонам нищівного удару.
Під час походу Цезаря в Галію сенони, як постійні суперники едуїв, були порівняно менш небезпечними супротивниками римлян, хоча іноді і вони намагалися повставати проти римського ярма.